# Rue Mathaly
La rue Mathaly est une voie de Toulouse, chef-lieu de la région Occitanie, dans le Midi de la France.

## Situation et accès

### Description
La rue Mathaly est une voie publique. Elle se trouve dans le quartier de Barrière-de-Paris.
La chaussée compte une seule voie de circulation automobile en sens unique. Elle appartient à une zone 30 et la vitesse y est limitée à 30 km/h. Il n'existe ni bande, ni piste cyclable, quoiqu'elle soit à double-sens cyclable.

### Voies rencontrées
La rue Mathaly rencontre les voies suivantes, dans l'ordre des numéros croissants (« g » indique que la rue se situe à gauche, « d » à droite) :
1. Avenue des États-Unis
2. Rue Clausade (g)
3. Rue Charlas (d)
4. Rue de Fenouillet

### Transports
La rue Mathaly n'est pas directement desservie par les transports en commun. Elle débouche, à l'est, sur l'avenue des États-Unis, parcourue et desservie par les ligne de bus 1529. À l'ouest, la rue de Fenouillet est desservie par les ligne de bus 41110. La station de métro la plus proche est la station Barrière-de-Paris, sur la ligne de métro  : elle se trouve sur la place du même nom, où marquent l'arrêt les lignes de bus 152941110.
Les stations de vélos en libre-service VélôToulouse les plus proches sont les stations no 125 (face 2 barrière de Paris), no 253 (face 97 avenue des États-Unis) et no 313 (58 rue de Fenouillet).

## Odonymie
La rue est, quand elle est ouverte en 1901, désignée comme la rue des Jardiniers,. En 1936, le conseil municipal fait le choix de lui attribuer le nom de Mathaly, en hommage à Gailhard Tailhasson (1580-1626), dit Matali (ou Mathaly). Il est issu d'une famille de musiciens, fils d'un maître hautbois de la ville et petit-fils d'un ménétrier, Mathelin Tailhasson. Il joue lui-même du violon et dirige une bande de violons. Il se met au service des capitouls, comme chef de la couble municipale, du duc de Montmorency, Henri II, et des États de Languedoc. La légende qui l'entoure en fait le « roi des violons de France », titre qui lui aurait été accordé par Louis XIII,.

## Patrimoine et lieux d'intérêt

### Lycée professionnel Roland-Garros
Le lycée Roland-Garros est lycée d'enseignement professionnel. Il succède au collège d'enseignement technique (CET) Arc-en-Ciel vers 1980.

### Château Larade
Il existe, à la fin du XVIIIe siècle, un domaine agricole, vaste de 11 hectares, connu sous le nom de Grégory. Il comprend alors une maison, une métairie, des écuries, un jardin, des prés, des vignes et des champs. En 1882, le domaine est acheté par M. Daurignac, puis son épouse le lègue à l'Église catholique. En 1945, il est mis à la disposition, à la demande de Louis de Courrèges d'Ustou, évêque auxiliaire de Toulouse, d'une association, les chantiers de Saint Joseph. En 1958, l'Association pour l'éducation et l'apprentissage des jeunes (APEAJ) achète le château et l'aménage. Il abrite désormais l'institut médico-éducatif (IME) Arc-en-Ciel, qui accueille en demi-internat 75 enfants et adolescents ayant des déficiences intellectuelles.

### Maisons toulousaines
- no  8 : maison toulousaine (premier quart du XXe siècle)[6].
- no  14 : maison toulousaine (premier quart du XXe siècle)[7].
- no  16 : maison toulousaine (deuxième quart du XXe siècle)[8].
- no  28 : maison toulousaine (deuxième moitié du XIXe siècle)[9].